# يويا يامادا
يويا يامادا (باليابانية: 山田 裕也) (12 أبريل 1988 في كاغوشيما في اليابان – )؛ هو لاعب كرة قدم ياباني سابق كان يلعب كمهاجم.

## وصلات خارجية
- يويا يامادا على موقع رابطة كرة القدم اليابانية للمحترفين (اليابانية)